# Recrutement groupé de nouveaux diplômés
Le recrutement groupé de nouveaux diplômés (新卒一括採用, shinsotsu ikkatsu saiyō) est la coutume prise par les entreprises japonaises d'embaucher chaque année en une fois les futurs ou nouveaux diplômés. 

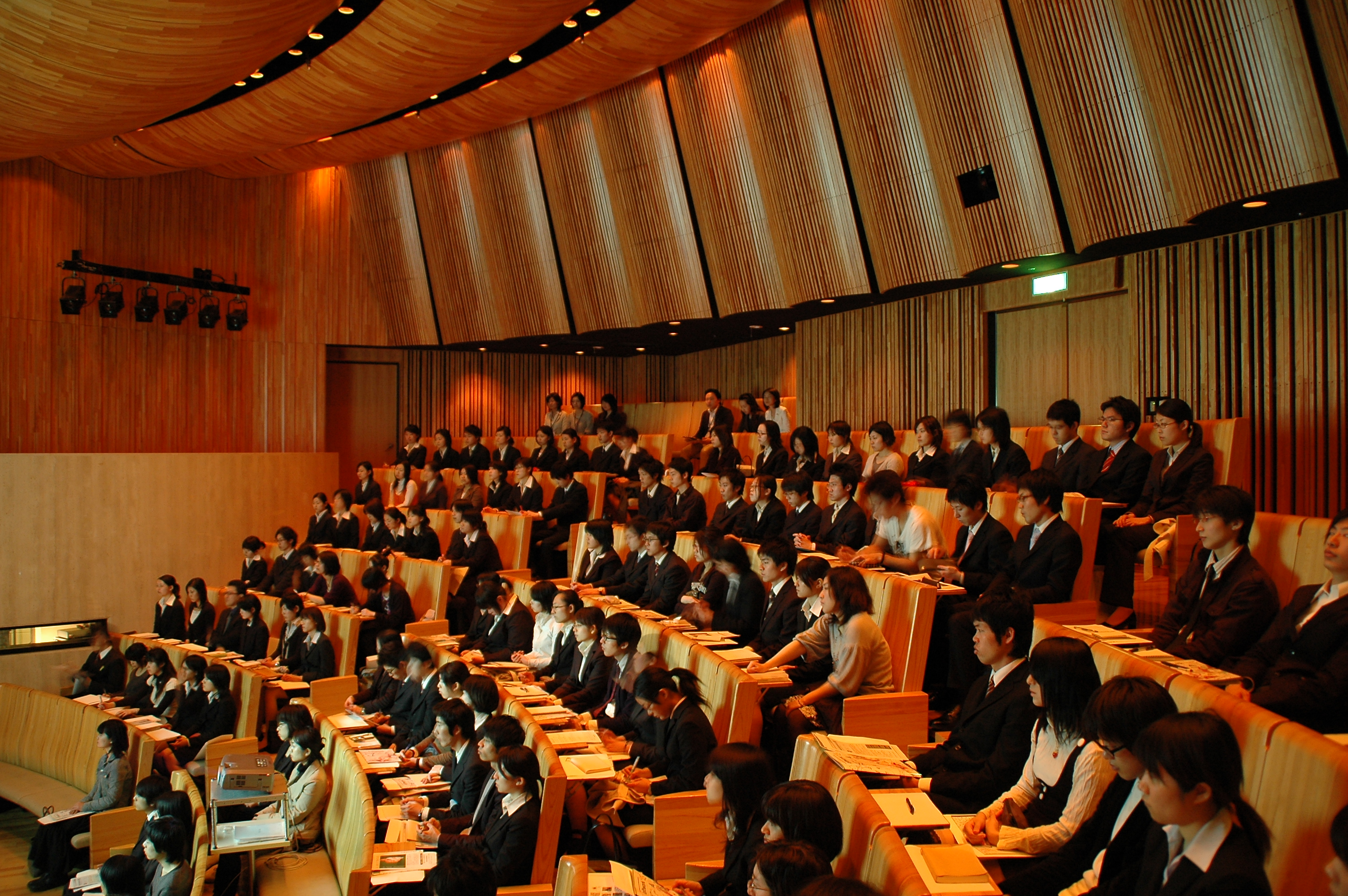
Session d'information pour de potentielles futures recrues (2007).

Née au Japon durant l'ère Meiji pour recruter les nouveaux « cols blancs » ou salaryman, elle s'est fortement répandue et généralisée après la Seconde Guerre mondiale auprès des grandes entreprises japonaises face à l'importante demande de main-d'œuvre durant le miracle économique japonais.
La décennie perdue qui a suivi l'éclatement de la bulle spéculative japonaise en 1990, et les réformes entreprises dans les années 2000 ont abouti à une remise en question de cette coutume liée au modèle social japonais, reposant sur l'harmonie industrielle et la politique d'emploi à vie avec avancement à l'âge. En effet, depuis 2002 l'emploi à temps plein s'est rétracté (de 4 millions en 10 ans) au profit du temps partiel et des freeters (qui ont augmenté sur 10 ans également de 6,5 millions). Les embauches de ce type sont ainsi moins nombreuses que par le passé, et les jeunes diplômés qui ne trouvent pas d'emploi par ce biais peuvent se retrouver en grande difficulté en devenant des NEET,.
En mai 2010, selon le ministère japonais de l'Éducation, de la Culture, des Sports, des Sciences et de la Technologie, 106 397 nouveaux diplômés de l'université sur 541 000, soit 20 %, étaient sans emploi, un creux dû à la crise internationale de 2008-2009,. Néanmoins, le 1er avril 2012, 94 % des nouveaux diplômés venant de quitter l'université fin mars étaient salariés. Selon un sondage du site Mynavi (マイナビ, Mainabi), en avril 2012, 33,5 % des étudiants qui finiront leur cursus en mars 2013 savent déjà quelle société les emploiera à la sortie. Selon une étude du ministère, au 1er octobre 2012, 63 % des étudiants qui finiront leur cursus en mars 2013 avaient une promesse d'embauche. Le 1er avril 2015, 580 000 jeunes diplômés, soit 95 % des étudiants venant de terminer leurs études universitaires, avaient décroché un travail.